# 傑曼·吉戈諾恩
傑曼·吉戈諾恩（法語：Germain Gigounon；1989年4月20日—）是一位比利時網球運動員。2015年5月25日，他達到自己的ATP最高世界排名，為第201位。他獲得過9項ITF賽事的冠軍。